# Två av oss
Två av oss är en låt skriven av Efva Attling framförd och släppt på singel 1981 av X Models.
Låten låg på Svensktoppen i tio veckor under perioden 29 november 1981–7 mars 1982.
X Models singel är en av titlarna i boken Tusen svenska klassiker (2009).
År 2018 släpptes den första officiella covern av låten, gjord av artisterna Janice och Ji Nilsson.
Låten sjungs också i filmen Sune vs Sune av huvudpersonen och låten har en viss betydelse i filmens handling.

## Listplaceringar
| Lista (1981-1982) | Position |
| ----------------- | -------- |
| Sverige           | 1        |